# 二硫化チタン
二硫化チタン (にりゅうかチタン、Titanium disulfide) は、化学式TiS2で表される無機化合物である。
高い電気伝導性を備えた金黄色の固体で、化学量論比ME2からなる遷移金属ジカルコゲン化物と呼ばれる化合物のグループに属する。TiS2は、充電式電池のカソード材料として使用されている。

## 構造

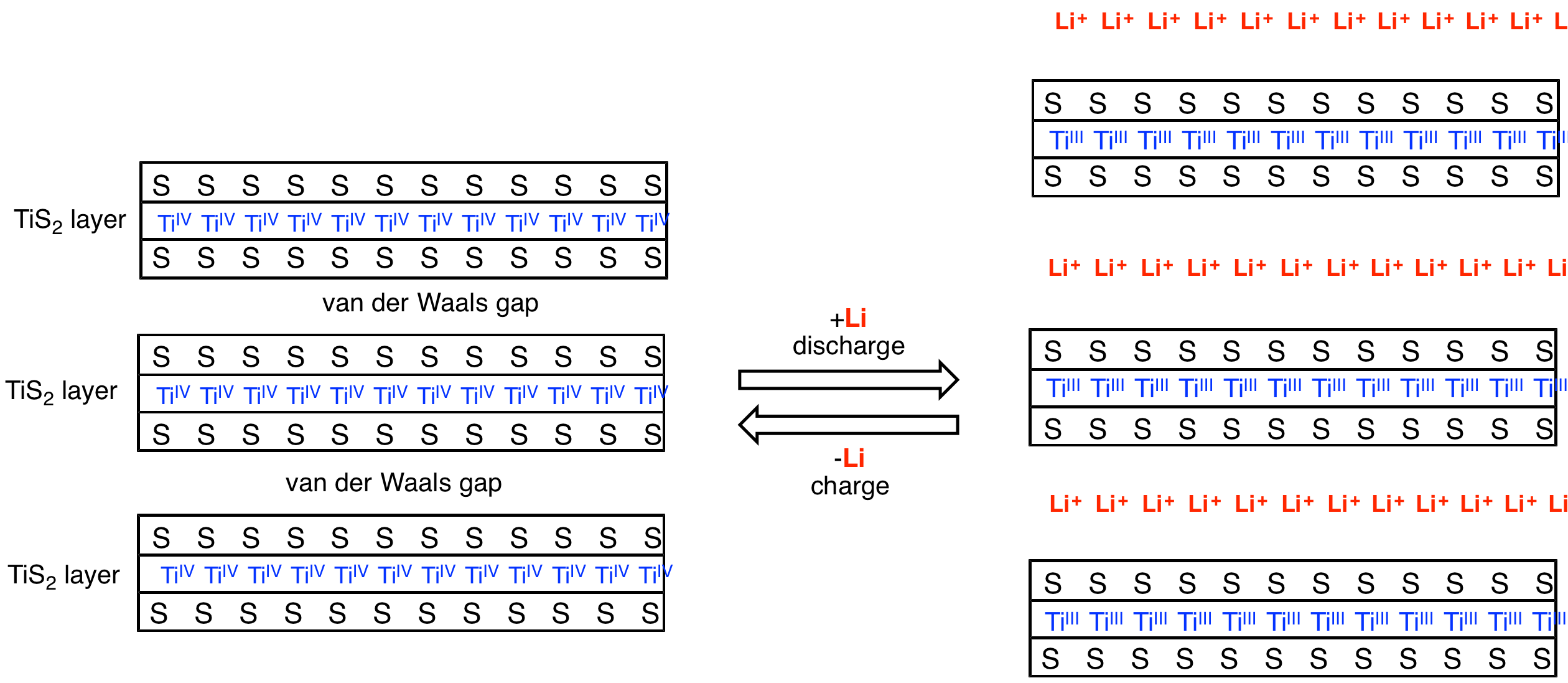
TiS_{2}カソードへのLiのインターカレーションの漫画。このプロセスには、1つの結晶軸の膨張とLiからTiへの電荷移動が含まれる。

層状構造のTiS2は、ヨウ化カドミウム (CdI2) に類似した六方最密充填 (hcp) 構造をとる。このモチーフでは、八面体の穴の半分が「カチオン」、この場合はTi4+で満たされている。各Ti中心は、八面体構造の6つの硫化物配位子によって囲まれている。各硫化物は3つのTi中心に接続されており、Sの形状はピラミッド形である。いくつかの金属ジカルコゲン化物は同様の構造をとるが、一部、特にMoS2はそうではない。TiS2の層は Ti – S共有結合で構成されている。TiS2の個々の層は、比較的弱い分子間力であるファンデルワールス力によって結合される。空間群P3m1で結晶化する。Ti – S結合の長さは2.423Åである。

### インターカレーション
TiS2の最も有用で最も研究されている特性は、陽性元素で処理するとインターカレーションを受ける能力である。このプロセスは酸化還元反応であり、リチウムの場合を例に挙げる:
       TiS2 + Li → LiTiS2
LiTiS2は一般にLi+[TiS2-]と表記される。インターカレーションおよびデインターカレーション中に、一般式LixTiS2 (x < 1) で一定範囲の化学量論が生成される。インターカレーション中に、層間の間隔が拡大し（格子が「膨張」し）、材料の導電率が増加する。層間力が弱いことと、Ti(IV) 中心が還元されやすいため、インターカレーションが促進される。インターカレーションは、ジスルフィド材料の懸濁液とアルカリ金属の無水アンモニア溶液を組み合わせることによって行うことができる。あるいは、固体のTiS2を加熱するとアルカリ金属と反応する。
電子バンド構造がインターカレーションによって変化しないと仮定するリジッド=バンド・モデル (RBM)は、インターカレーションによる電子特性の変化を記述する。
デインターカレーションはインターカレーションの逆である。カチオンは層の間から拡散する。このプロセスは、Li/TiS2バッテリーの再充電に関連している。インターカレーションとデインターカレーションはサイクリック・ボルタンメトリーで監視できる。二硫化チタンの微細構造は、インターカレーションおよびデインターカレーションの反応速度に大きく影響する。二硫化チタンナノチューブは、多結晶構造よりも高い取り込みおよび放出能力を持っている。ナノチューブのより高い表面積は、多結晶構造よりも多くのアノードイオンの結合部位を提供すると仮定されている。

## 材料特性
形式的にはd0イオンTi4+と閉殻ジアニオンS2-を含むTiS2は本質的に反磁性である。その磁化率は9 x 10−6 emu/molであり、その値は化学量論の影響を受ける。二硫化チタンは半金属であり、伝導帯と価電子帯の重なりが小さいことを意味する。

### 高圧特性
二硫化チタン粉末の特性は、室温での高圧シンクロトロンX線回折 (XRD) によって研究されている。大気圧では、TiS2は半導体として動作するが、8GPaの高圧では材料は半金属として動作する。15GPaでは、輸送特性が変化する。20GPaまではフェルミ準位の状態密度に大きな変化はなく、20.7GPaまでは相変化は起こらない。TiS2の構造の変化は26.3GPaの圧力で観察されたが、高圧相の新しい構造は決定されていない。
二硫化チタンの単位格子は3.407×5.695Åである。単位格子のサイズは17.8GPaで減少した。単位格子サイズの減少は、MoS2およびWS2で観察されたものよりも大きく、二硫化チタンがより柔らかく、より圧縮しやすいことを示している。二硫化チタンの圧縮挙動は異方性である。S原子とTi原子を保持する弱いファンデルワールス力のため、S-Ti-S層に平行な軸 (c軸) は、S-Ti-S層に垂直な軸 (a軸) よりも圧縮されやすくなる。17.8GPaでは、c軸は9.5%圧縮され、a軸は4%圧縮される。S-Ti-S層に平行な面内での縦音速は5284m/sである。層に垂直な縦の音速は4383m/sである。

## 合成
二硫化チタンは、約500°Cでの元素の反応によって調製される。
    Ti + 2 S → TiS2
四塩化チタンからより簡単に合成できるが、この生成物は通常、元素から得られる生成物よりも純度が低くなる。
    TiCl4 + 2 H2S → TiS2 + 4 HCl
この方法は、化学蒸着によるTiS2膜の形成に適用される。チオールおよび有機ジスルフィドは、硫化水素の代わりに使用できる。
他にもさまざまな硫化チタンが知られている。

### TiS2の化学的性質
TiS2のサンプルは空気中では不安定である。加熱すると、固体は酸化を受けて二酸化チタンになる。
    TiS2 + O2 → TiO2 + 2 S
TiS2は水にも敏感である。
    TiS2 + 2 H2O → TiO2 + 2 H2S
加熱すると、TiS2は硫黄を放出し、チタン(III) 誘導体を形成する。
    2 TiS2 → Ti2S3 + S

### ゾルゲル合成
TiS2の薄膜は、チタン・イソプロポキシド (Ti(OPri)4) からのゾルゲル・プロセスとその後のスピン・コーティングによって調製されている。この方法では、高温で結晶化して六方晶TiS2となるアモルファス材料が得られ、その結晶方位は[001]、[100]、[001]方向である。このようなフィルムは表面積が大きいため、電池用途にとって魅力的である。

### TiS2の珍しい形態
より特殊な形態—ナノチューブ、ナノクラスター、ウィスカー、ナノディスク、薄膜、フラーレン—は、標準試薬 (多くの場合TiCl4) を珍しい方法で組み合わせることによって調製される。たとえば、硫黄の1-オクタデセン溶液を四塩化チタンで処理すると、花のような形態が得られる。

#### フラーレン様物質
フラーレン様構造を持つTiS2の形態は、TiCl4/H2S法を使用して調製された。得られる球状構造の直径は30～80nmである。これらのフラーレンは球状であるため、摩擦係数と摩耗が軽減され、さまざまな用途に役立つ可能性がある。

#### ナノチューブ
TiS2のナノチューブは、TiCl4/H2Sルートのバリエーションを使用して合成できる。透過型電子顕微鏡 (TEM) によると、これらのチューブの外径は20nm、内径は10nmである。ナノチューブの平均長さは2～5μmであり、ナノチューブは中空であることが証明された。先端が開いたTiS2ナノチューブは、25°C、水素ガス圧4MPaで最大2.5重量パーセントの水素を貯蔵すると報告されている。吸収と脱離速度が速いため、水素貯蔵にとって魅力的である。水素原子は硫黄に結合すると仮定されている。

#### ナノクラスターとナノディスク
TiS2のナノクラスター、または量子ドットは、量子閉じ込めと非常に大きな表面積対体積比により、独特の電子的および化学的特性を持っている。ナノクラスターはミセルを使用して合成できる。ナノクラスターは、ヨウ化トリドデシルメチルアンモニウム (TDAI) 中のTiCl4溶液から調製される。これは逆ミセル構造として機能し、ナノチューブと同じ一般的な反応でナノクラスターの成長の種となる。核生成は、荷電種が連続媒体 (通常は低誘電率の不活性オイル) に不溶であるため、ミセルケージ内でのみ発生する。ナノクラスター状のTiS2もバルク材と同様に六方晶系の層状構造となっている。量子閉じ込めにより、十分に分離された電子状態が生成され、バルク材料と比較してバンドギャップが1eV以上増加する。分光学的比較では、量子ドットの0.85eVの大きな青方偏移が示されている。
TiS2のナノディスクは、TiCl4をオレイルアミン中で硫黄で処理することによって生成される。

### 用途

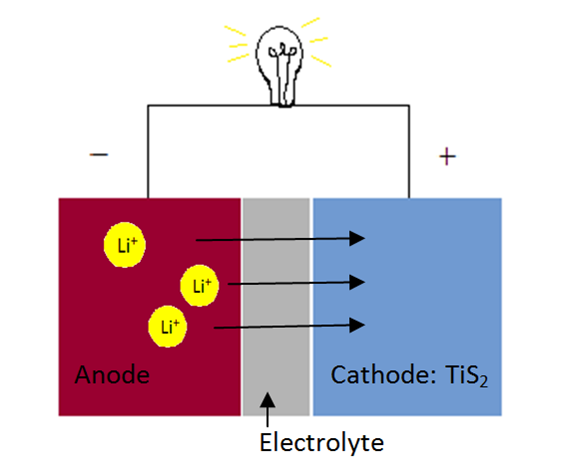
二硫化チタンをカソードとして使用した電池が示されている。リチウムイオンは、バッテリーが充電および放電されると、層状二硫化チタンカソードにインターカレーションおよびデインターカレーションする。

充電式電池のカソード材料としての二硫化チタンの有望性は、1973年にスタンリー・ウィッティンガムによって述べられた。IV族およびV族のジカルコゲン化物は、その高い電気伝導率で注目を集めた。最初に説明された電池は、リチウムアノードと二硫化チタンカソードを使用していた。この電池はエネルギー密度が高く、二硫化チタンカソードへのリチウムイオンの拡散は可逆的であり、電池を再充電可能にした。二硫化チタンが選ばれたのは、カルコゲン化物の中で最も軽くて安価であるためである。二硫化チタンは、結晶格子内へのリチウムイオンの拡散速度も最も速い。主な問題は、複数回のリサイクル後のカソードの劣化であった。この可逆的な挿入プロセスにより、バッテリーを充電可能にすることができる。さらに、二硫化チタンは、IV族およびV族のすべての層状ジカルコゲン化物の中で最も軽く、最も安価である。1990年代に、ほとんどの二次電池では二硫化チタンが他のカソード材料 (酸化マンガンと酸化コバルト) に置き換えられた。
TiS2正極の使用は、ハイブリッド電気自動車やプラグイン電気自動車などの固体リチウム電池での使用に引き続き関心を集めている。
全固体電池とは対照的に、ほとんどのリチウム電池は液体電解質を使用しており、その可燃性により安全性の問題が生じる。これらの危険な液体電解質を置き換えるために、多くの異なる固体電解質が提案されている。ほとんどの全固体電池では、界面抵抗が高いとインターカレーションプロセスの可逆性が低下し、寿命が短くなる。これらの望ましくない界面効果は、TiS2ではそれほど問題にならない。1つの全固体リチウム電池は、50サイクルにわたって1000W/kgの出力密度を示し、最大出力密度は1500W/kgであった。さらに、バッテリーの平均容量は50サイクルで10%未満減少した。二硫化チタンは高い電気伝導率、高エネルギー密度、高出力を持っているが、カソードの還元電位が高い他のリチウム電池に比べて放電電圧が比較的低くなる。

## ノート

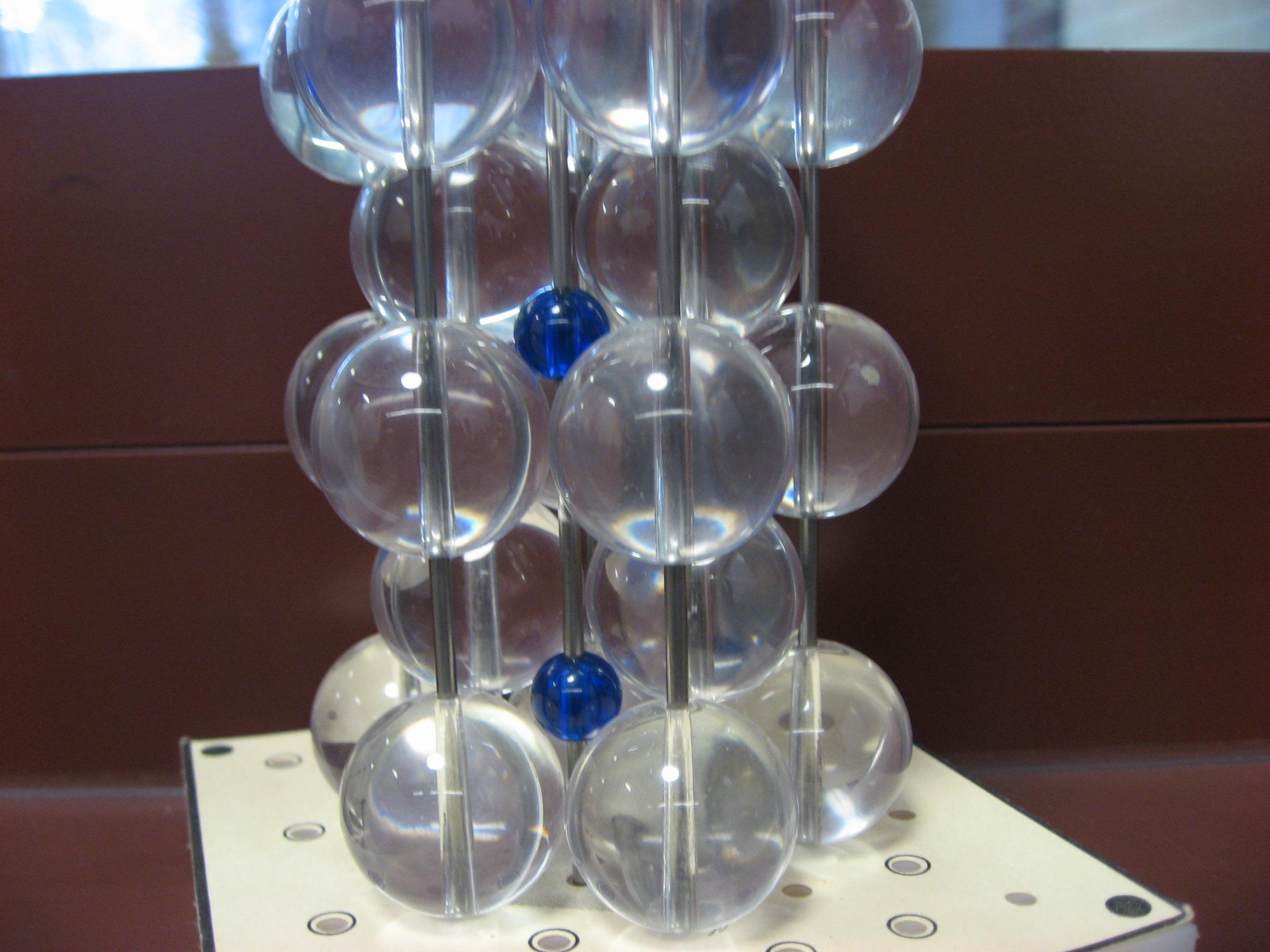
二硫化チタンの六方最密構造。青い球はチタンカチオンを表し、透明な球は硫化物アニオンを表す。

1. 1 2  Smart, Lesley E.; Moore, Elaine A. (2005). Solid State Chemistry: An Introduction, Third Edition. Boca Raton, FL: Taylor & Francis
2. 1 2  Overton, Peter; Rourke, Tina; Weller, Jonathan; Armstrong, Mark; Atkins, Fraser (2010). Shriver and Atkins' Inorganic Chemistry 5th Edition. Oxford, England: Oxford University Press
3. 1 2 3 4  Aksoy, Resul; Selvi, Emre; Knudson, Russell; Ma, Yanzhang (2009). “A high pressure x-ray diffraction study of titanium disulfide”. Journal of Physics: Condensed Matter 21 (2):  025403. Bibcode: 2009JPCM...21b5403A. doi:10.1088/0953-8984/21/2/025403. PMID 21813976.
4. ↑  Chianelli, R.R.; Scanlon, J.C.; Thompson, A.H. (1975). “Structure refinement of stoichiometric TiS2”. Materials Research Bulletin 10 (12):  1379–1382. doi:10.1016/0025-5408(75)90100-2.
5. 1 2  Tao, Zhan-Liang; Xu, Li-Na; Gou, Xing-Long; Chen, Jun; Yuana, Hua-Tang (2004). “TiS2 nanotubes as the cathode materials of Mg-ion batteries”. Chem. Commun. (18):  2080–2081. doi:10.1039/b403855j. PMID 15367984.
6. 1 2 3 4  McKelvy, M. J.; Glaunsinger, W. S. (1995). “Titanium Disulfide”. Inorganic Syntheses. 30. pp. 28–32. doi:10.1002/9780470132616.ch7. ISBN 978-0-471-30508-8
7. 1 2  Bao, L.; Yang, J.; Han, Y.H.; Hu, T.J.; Ren, W.B.; Liu, C.L.; Ma, Y.Z.; Gao, C.X. (2011). “Electronic Structure of TiS(2) and its electric transport properties under high pressure”. J. Appl. Phys. 109 (5):  053717–053717–5. Bibcode: 2011JAP...109e3717L. doi:10.1063/1.3552299.
8. ↑  Wan,CL; Wang,YF; Wang,N; Norimatsu,W; Kusunoki,M; Koumoto,K (2011). “Intercalation: Building a Natural Superlattice for Better Thermoelectric Performance in Layered Chalcogenides”. Journal of Electronic Materials 40 (5):  1271–1280. Bibcode: 2011JEMat..40.1271W. doi:10.1007/s11664-011-1565-5.
9. ↑  Lewkebandara, T. Suren; Winter, Charles H. (1994). “CVD routes to titanium disulfide films”. Advanced Materials 6 (3):  237–9. Bibcode: 1994AdM.....6..237L. doi:10.1002/adma.19940060313.
10. ↑  Murray, J. L. (1986). “The S−Ti (Sulfur-Titanium) system”. Bulletin of Alloy Phase Diagrams 7 (2):  156–163. doi:10.1007/BF02881555.
11. 1 2 3  Let, AL; Mainwaring, DE; Rix, C; Murugaraj, P (2008). “Thio sol-gel synthesis of titanium disulfide thin films and powders using titanium alkoxide precursors”. Journal of Non-Crystalline Solids 354 (15–16):  1801–1807. Bibcode: 2008JNCS..354.1801L. doi:10.1016/j.jnoncrysol.2007.09.005.
12. ↑  Prabakar, S.; Bumby, C.W.; Tilley, R.D. (2009). “Liquid-Phase Synthesis of Flower-like and Flake-like Titanium Disulfide Nanostructures”. Chemistry of Materials 21 (8):  1725–1730. doi:10.1021/cm900110h.
13. ↑  Margolin, A.; Popovitz-Biro, R.; Albu-Yaron, A.; Rapoport, L.; Tenne, R. (2005). “Inorganic fullerene-like nanoparticles of TiS2”. Chemical Physics Letters 411 (1–3):  162–166. Bibcode: 2005CPL...411..162M. doi:10.1016/j.cplett.2005.05.094.
14. 1 2 3  Chen, Jun; Li, Suo-Long; Tao, Zhan-Liang; Gao, Feng (2003). “Low-temperature synthesis of titanium disulfide nanotubes”. Chem. Commun. (8):  980–981. doi:10.1039/b300054k. PMID 12744329.
15. 1 2  Chen, J; Li, SL; etal (2003). “Titanium disulfide nanotubes as hydrogen storage materials”. Journal of the American Chemical Society 125 (18):  5284–5285. doi:10.1021/ja034601c. PMID 12720434.
16. ↑  Park, K.H.; Choi, J.; Kim, H.J.; Oh, D.H.; Ahn, J.R.; Son, S. (2008). “Unstable single-layered colloidal TiS2 nanodisks”. Small 4 (7):  945–950. doi:10.1002/smll.200700804. PMID 18576280.
17. ↑  Whittingham, M. Stanley (2004). “Lithium Batteries and Cathode Materials”. Chem. Rev. 104 (10):  4271–4302. doi:10.1021/cr020731c. PMID 15669156.
18. 1 2 3  Trevey, J; Stoldt, C; Lee, S-H (2011). “High Power Nanocomposite TiS2 Cathodes for All-Solid-State Lithium Batteries”. Journal of the Electrochemical Society 158 (12):  A1282–A1289. doi:10.1149/2.017112jes.